# Glen Tomasetti
Ann Glenys Tomasetti, dite Glen Tomasetti, née le 21 mai 1929 à Melbourne en Australie, morte le 25 juin 2003 dans la même ville, est une auteure et interprète de musique folk, une féministe et militante de gauche australienne.

## Biographie
Glen Tomasetti a commencé sa carrière de chanteuse en 1956. Elle a milité activement contre la guerre du Vietnam. Elle devient une personnalité remarquée du mouvement féministe en 1969 grâce à sa chanson Don't be too Polite, Girls. Écrite sur l'air d'une ancienne ballade, elle a pour but de soutenir un procès fédéral  en faveur de l'égalité des revenus,.

## Discographie
- 1963 : Folk Songs with Guitar, W&G
- 1975 : Gold Rush Songs, The Science Museum of Victoria

## Ouvrages
- Thoroughly decent people : a folktale, McPhee Gribble Publishers, Jolimont, 1976, 164 p.
- Man of letters : a romance, McPhee Gribble, Melbourne, 1981, 240 p.